# Cimetière et chapelle Notre-Dame-de-Pareloup de Mazan
La chapelle Notre-Dame-de-Pareloup est une chapelle romane située à Mazan en Provence, dans le département français de Vaucluse. Construite au centre au cimetière, elle se trouve à l'est du village, sur une colline, en dehors des remparts originels du village.

## Historique
La légende locale décrit des attaques de loups, qui s'en seraient pris, à plusieurs reprises, aux défunts dans le cimetière communal. Un culte à Notre-Dame de Pareloup fut alors institué, afin de protéger les vivants et les morts.

## Le Cimetière
Le cimetière fait l’objet d’une inscription au titre des monuments historiques depuis le 26 juin 1950.

## La croix

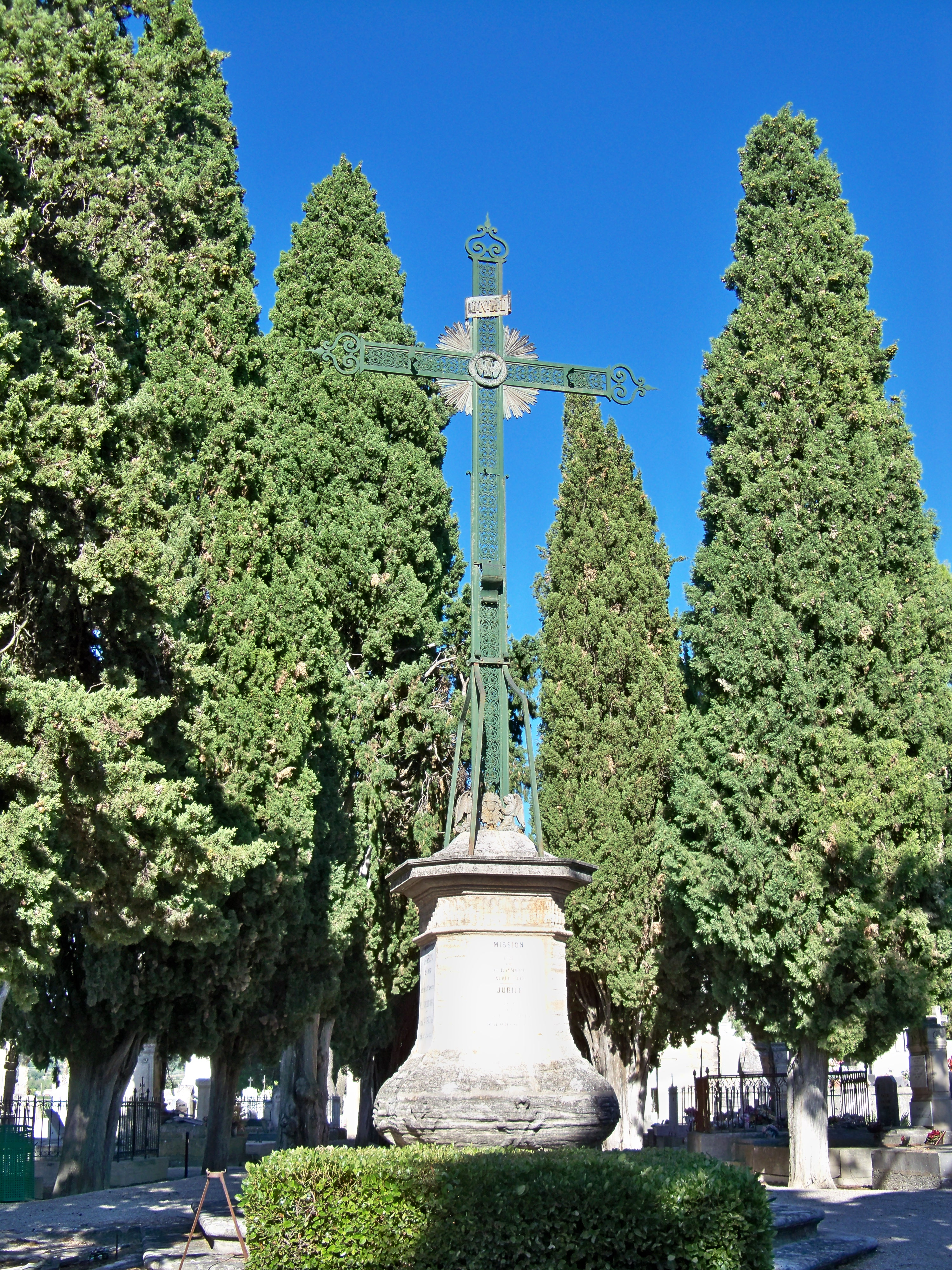
Croix du Cimetière

La croix du cimetière fait l’objet d’un classement au titre des monuments historiques depuis le 26 juin 1950.

## La chapelle

### Construction
La construction de la chapelle date du XIIe siècle. Il s'agit à l'époque de la première église paroissiale de la commune de Mazan. Des transformations sont apportées à l'édifice, au XVe siècle, puis au XIXe siècle. 
La chapelle fait l’objet d’un classement au titre des monuments historiques depuis le 28 décembre 1984.

### Architecture

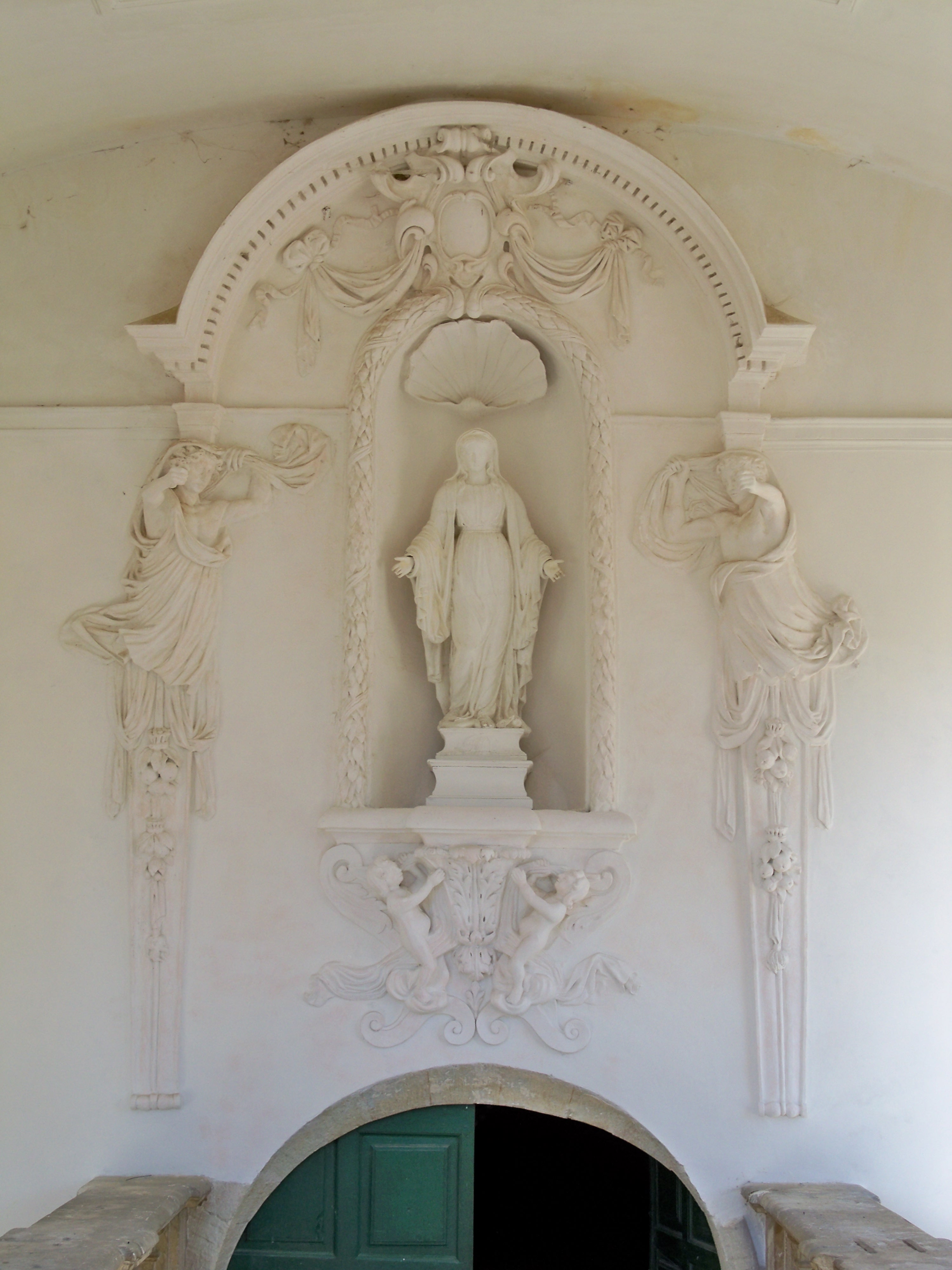
Fresque de la façade

D'un plan rectangulaire, elle a la particularité d'être semi enterré. À la structure initiale a été ajouté un porche, protégeant une fresque sculptée en façade. 
L'intérieur est décoré de fresques peintes, et d'un Christ de bois.